# Оболенський Леонід Леонідович (дипломат)
Леонід Леонідович Оболенський (рос. Леонид Леонидович Оболенский; нар. 1878, Орел, Орловська губернія, Російська імперія — пом. вересень 1930, СРСР) — радянський державний і партійний діяч, один з перших радянських дипломатів.

## Біографія
Народився у 1878 році в місті Орел, Орловська губернія, Російська імперія (нині Орловська область, Росія). Батько Оболенський Леонід Єгорович — поет, журналіст, критик, філософ, видавець журналу «Русское богатство», у свій час був заарештований за зв'язок з каракозовцями. На засланні батько й познайомився з матір'ю Леоніда — звичайною селянкою.
Освіту здобув на юридичному факультеті Імператорського Санкт-Петербурзького університету. Серйозно захоплювався музикою, навчався композицій у М. А. Римського-Корсакова.

### Робота у Російській імперії
Після університету перебував на державній службі, був податковим інспектором в місті Арзамас Нижньогородської губернії, де в 1902 у нього народився син Леонід. Потім був переведений на службу в Нижній Новгород. Був членом правління Селянського Поземельного банку, мав досить високий державний чин — колезький радник (1913).
З 1915 року член РСДРП, меншовик. Мешкав у Пермі, де знаходився під наглядом поліції. В Адрес-календарі губернії на державній службі вже не значився. Займався громадською і політичною діяльністю.

### Робота у СРСР
Після Жовтневої революції приєднався до більшовиків. Перебував в Уральській комуністичній організації, працював в Пермському губернському комітеті РКП(б), а незабаром був призначений скарбником в 3-ю Червону армію на Східний фронт. З 1919 року в Москві, працював у Наркоматі фінансів РРФСР, був членом колегії та одночасно завідував відділом податків і мит. Член Малого Раднаркому РРФСР.
У 1920 році був переведений в Народний комісаріат закордонних справ РРФСР, був одним з членів урядової делегації РРФСР, яка підписала 12 липня 1920 року Мирний договір з Литвою. Як заступник голови делегації РРФСР брав участь в підписанні Ризького мирного договору, що завершив радянсько-польську війну.
З 1921 року — Радник повпредства РРФСР в Варшаві. Член урядової делегації РРФСР з питань підписання торгового договору між РРФСР, Україною і Польщею. У 1922—1924 рр. — повпред РРФСР (пізніше СРСР) в Польщі.
З 1929 року — Начальник Головного управління у справах мистецтв Народного комісаріату освіти РРФСР.
У 1930 році, протягом декількох місяців очолював Ермітаж, проте не встиг нічого продати або змінити.
У вересні того ж року помер від тяжкої хвороби.

## Сім'я
- Батько: Оболенський Леонід Єгорович (1845–1906) — поет, журналіст, критик, філософ, видавець журналу «Русское богатство».
  - Син: Оболенський Леонід Леонідович (1902–1991) — актор, кінорежисер, звукорежисер, художник-декоратор, педагог, журналіст.

## Праці
- Оболенский Л.Л. Итоги работ Наркомфина в области прямых налогов. // Известия Наркомфина. — 1919. — № 10. (рос.)